# Rick Dufay
Rick Dufay (Párizs 1952. február 19. –) francia zenész, aki az Aerosmith ritmusgitárosa volt 1981 és 1984  között, miután Brad Whitford kilépett a zenekarból.

## Pályafutása
Karrierjét szólistaként kezdte, 1980-ban Tender Loving Abuse címmel lemezt adott ki a Polydornál. Az album producere az Aerosmith lemezeken is dolgozott Jack Douglas volt. Mikor Brad Whitford kilépett az Aerosmithből, Douglas javasolta Rick Dufayt, akiről azt gondolta, hogy valódi egyéniség, aki majd könnyen be tud illeszkedni a zenekarba. Az együttes 1982-ben megjelent Rock in a Hard Place albumán is szerepelt egyes dalokban, valamint látható a Lightning Strikes videojában is.
Agresszív természete miatt sokszor került összetűzésbe a többiekkel. Annak ellenére, hogy az együttes kedvelte Dufayt, állandóan összeverekedett Tylerrel, és a többieket is gátlástalanul támadta. Tyler szerint „egy vérbeli idióta és orbitális seggfej volt, akinek esetében újra kellett értelmezni az extremitás fogalmát”. Az énekes elmondása szerint olyanokat csinált, hogy odalépett hozzám, és minden előzetes figyelmeztetés nélkül pofán köpött. Tom Hamilton visszaemlékezése szerint kedvenc szokása volt, hogy rátámadott valakire, és a földre teperte. Dufay korábban zárt osztályon is volt, miután kiszökött a szobájából és kiugrott a harmadik emeleti ablakból. A koncertek előtt részegre itta magát, és a külseje sokkal többet számított neki, mint a tökéletes gitározás. Joey Kramer szerint képes volt a színpadon gitározás helyett a haját igazgatni, miközben szegény Jimmy Crespo majd megszakadt mellette. Ez nagyban hozzájárult ahhoz, hogy Crespo drogozni kezdett. Tyler ekkoriban drogfüggősége miatt kritikán aluli koncerteket adott, ezért Dufay poénból sokszor elgáncsolta a színpadon, hogy „felrázza a kómából”. Tyler számtalanszor kirúgta Dufayt, de mindig sikerült visszakönyörögnie magát. 1984-ben került ki a zenekarból, amikor a klasszikus felállásában újjáalakuló Aerosmith visszahívta Brad Whitford és Joe Perry gitárosokat.
Az Aerosmithből való távozása után 1989-ben készített felvételeket Londonban és egy európai kiadóval írta alá szerződést. Mire az album kiadásra került volna a kiadó felbomlott, de az akkor írt szerzemények ma már meghallgathatóak a zenész honlapján. Az 1990-es évek elején visszaköltözött az Egyesült Államokba és The Rick Dufay Band zenekarával egyéves turnéra indult. Nem sokkal Karen Lawrence énekessel megalapította a blues rock stílusú Blue By Nature-t.
Lánya Minka Kelly színésznő.

## Diszkográfia

### Szólóban
- Tender Loving Abuse (1980)

### Aerosmith
- Rock in a Hard Place (1982)